# Liesbeth
Liesbeth (aus Liesbet) ist ein weiblicher Vorname.

## Herkunft und Bedeutung
Liesbeth ist eine Kurzform zu Elisabeth.

## Namensträgerinnen
- Liesbeth Mau Asam (* 1982), niederländische Eisschnellläuferin (Shorttrack)
- Liesbet Van Breedam (* 1979), belgische Volleyball- und Beachvolleyballspielerin
- Liesbet Dill (1877–1962), deutsche Schriftstellerin
- Liesbeth Krzok (1909–1979), Krankenschwester im KZ Ravensbrück
- Liesbeth Lijnzaad (* 1960), niederländische Juristin und Professorin, seit 2017 Richterin am Internationalen Seegerichtshof
- Liesbeth List (1941–2020), niederländische Sängerin
- Liesbeth Migchelsen (1971–2020), niederländische Fußballspielerin und -trainerin
- Liesbeth Mouha (* 1983), belgische Volleyball- und Beachvolleyballspielerin
- Liesbeth van der Pol (* 1959), niederländische Architektin
- Liesbeth Raeven (* 1971), niederländische Performance-Künstlerin in der Gruppe L.A. Raeven
- Liesbeth Spies (* 1966), niederländische Politikerin des Christen-Democratisch Appèl (CDA)
- Liesbet De Vocht (* 1979), belgische Radrennfahrerin
- Liesbeth Zegveld (* 1970), niederländische Juristin
- Liesbet van Zoonen (* 1959), niederländische Professorin für Popular Culture